# 烏克蘭斯凱 (尼任區)
51°10′28″N 32°40′36″E / 51.17444°N 32.67667°E
烏克蘭斯凱（烏克蘭語：Українське），是烏克蘭北部切爾尼戈夫州尼任區巴赫马奇市镇的村落。始建於1933年，面積0.57平方公里，海拔高度145米，2006年人口87，人口密度每平方公里152.6人。